# 라이스 코이로
리스 코이로(Rhys Coiro, 영어 발음: /riːs/, 1979년 3월 12일 ~ )는 미국의 배우이다.
칼라브리아주에서 태어났다.

## 출연 작품
- 데드 앤트: 거대개미의 습격 (2019년) - 페이저 역
- 아메리칸 잡 (2019년) - 레이 대로우 역
- 밸리 오브 본즈 (2017년)
- 헐리우드 어드벤쳐 (2015년)
- 포에버 (2015년) - 고든 역
- 안투라지 (2015년) - 빌리 월시 역
- 데드 캠프 6 (2014년)
- 일렉트릭 슬라이드 (2014년)
- 원 스퀘어 마일 (2014년) - 엘리 역
- 호스티지 (2013년)
- 디스 라스트 론리 플레이스 (2013년) - 샘 테일러 역
- 크로린 (2013년)
- 쿨하니까 괜찮아 (2013년) - 론 역
- 애플바움 (2012년)
- 맨 위드아웃 어 헤드 (2011년) - 디노 역
- 기프티드 맨 (2011년) - Dr. 지크 반스 역
- 라이프 해픈스 (2011년) - 마크 역
- 아메리칸 오지 (2011년) - 마커스 역
- 스트로우 독스 (2011년) - 노먼 역
- 오더 오브 카오스 (2010년) - 존 역
- 스노우 앤 애쉬스 (2010년)
- 써티 데이즈 오브 나잇: 다크 데이즈 (2010년)
- 하이 스쿨 (2010년)
- 맥그루버 (2010년) - 예릭 노비코브 역
- 언데드 (2009년)
- 드로 (2008년)
- 스몰 타운 뉴스 (2008년)
- 마마 보이 (2007년)
- 룩 (2007, Look)
- 메이킹 레볼루션 (2003년)
- 텍사스 라이징

### 텔레비전
- 안투라지 (2004-11)
- 어글리 베티 (2006)
- 그레이스랜드 (2015)